# Office Chérifien des Phosphates
Office Chérifien des Phosphates (МФА: [ɔfis ʃeʀifjɛ̃ dɛ fɔsfat] : ОФІС ШЕРІФ'ЄН ДЕ ФОСФАТ) (OCP, араб. المكتب الشريف للفوسفاط) — фосфатодобувна фірма в Марокко, яка станом на 2002 рік займала перше у світі місце за обсягом добувних і переробних потужностей (друге місце — ВАТ «Апатит» в РФ, третє — компанія IMC Global Inc. в США).